# Legaria
Legaria és un municipi de Navarra, a la comarca d'Estella Oriental, dins la merindad d'Estella. Limita al nord amb Antzin i Murieta, a l'est amb Oko, a l'oest amb Piedramillera i al sud amb Etaio.

## Demografia
| Evolució demogràfica                               | Evolució demogràfica | Evolució demogràfica | Evolució demogràfica | Evolució demogràfica | Evolució demogràfica | Evolució demogràfica | Evolució demogràfica | Evolució demogràfica | Evolució demogràfica | Evolució demogràfica |
| 1996                                               | 1998                 | 1999                 | 2000                 | 2001                 | 2002                 | 2003                 | 2004                 | 2005                 | 2006                 | 2007                 |
| -------------------------------------------------- | -------------------- | -------------------- | -------------------- | -------------------- | -------------------- | -------------------- | -------------------- | -------------------- | -------------------- | -------------------- |
| 152                                                | 136                  | 123                  | 120                  | 124                  | 122                  | 122                  | 123                  | 118                  | 117                  | 122                  |
| Fonts: Legaria i Institut d'Estadística de Navarra |                      |                      |                      |                      |                      |                      |                      |                      |                      |                      |